# Jakub Holuša
Jakub Holuša (República Checa, 20 de febrero de 1988) es un atleta checo especializado en la prueba de 1500 m, en la que consiguió ser subcampeón mundial en pista cubierta en 2016.

## Carrera deportiva
En el Campeonato Mundial de Atletismo en Pista Cubierta de 2016 ganó la medalla de plata en los 1500 metros, llegando a meta en un tiempo de 3:44.30 segundos, tras el estadounidense Matthew Centrowitz (oro con 3:44.22 segundos) y por delante del neozelandés Nick Willis (bronce).